# Holcocephala monticola
Holcocephala monticola là một loài ruồi trong họ Asilidae. Holcocephala monticola được Ayala miêu tả năm 1982. Loài này phân bố ở vùng Tân nhiệt đới.